# Gran Premio Montelupo 1973
Il Gran Premio Montelupo 1973, nona edizione della corsa, si svolse il 21 luglio 1973 su un percorso di 216 km. La vittoria fu appannaggio dell'italiano Italo Zilioli, che completò il percorso in 5h40'00", precedendo i connazionali Franco Bitossi e Wilmo Francioni.
Sul traguardo di Montelupo Fiorentino 46 ciclisti, su 95 partiti dalla medesima località, portarono a termine la competizione. 

## Ordine d'arrivo (Top 10)
| Pos. | Corridore          | Squadra     | Tempo    |
| ---- | ------------------ | ----------- | -------- |
| 1    | Italo Zilioli      | Dreherforte | 5h40'00" |
| 2    | Franco Bitossi     | Sammontana  | a 55"    |
| 3    | Wilmo Francioni    | G.B.C.-Sony | s.t.     |
| 4    | Gianni Motta       | Zonca       | s.t.     |
| 5    | Wladimiro Panizza  | G.B.C.-Sony | s.t.     |
| 6    | Fabrizio Fabbri    | Magniflex   | s.t.     |
| 7    | Adriano Passuello  | Brooklyn    | s.t.     |
| 8    | Giancarlo Polidori | Scic        | s.t.     |
| 9    | Enrico Paolini     | Scic        | s.t.     |
| 10   | Roberto Poggiali   | Sammontana  | s.t.     |